# Kings Highway (stacja metra na Culver Line)
Kings Highway – stacja metra nowojorskiego, na linii F. Znajduje się w dzielnicy Brooklyn, w Nowym Jorku i zlokalizowana jest pomiędzy stacjami Avenue P oraz Avenue U. Została otwarta 16 marca 1919.